# Karlagrotten

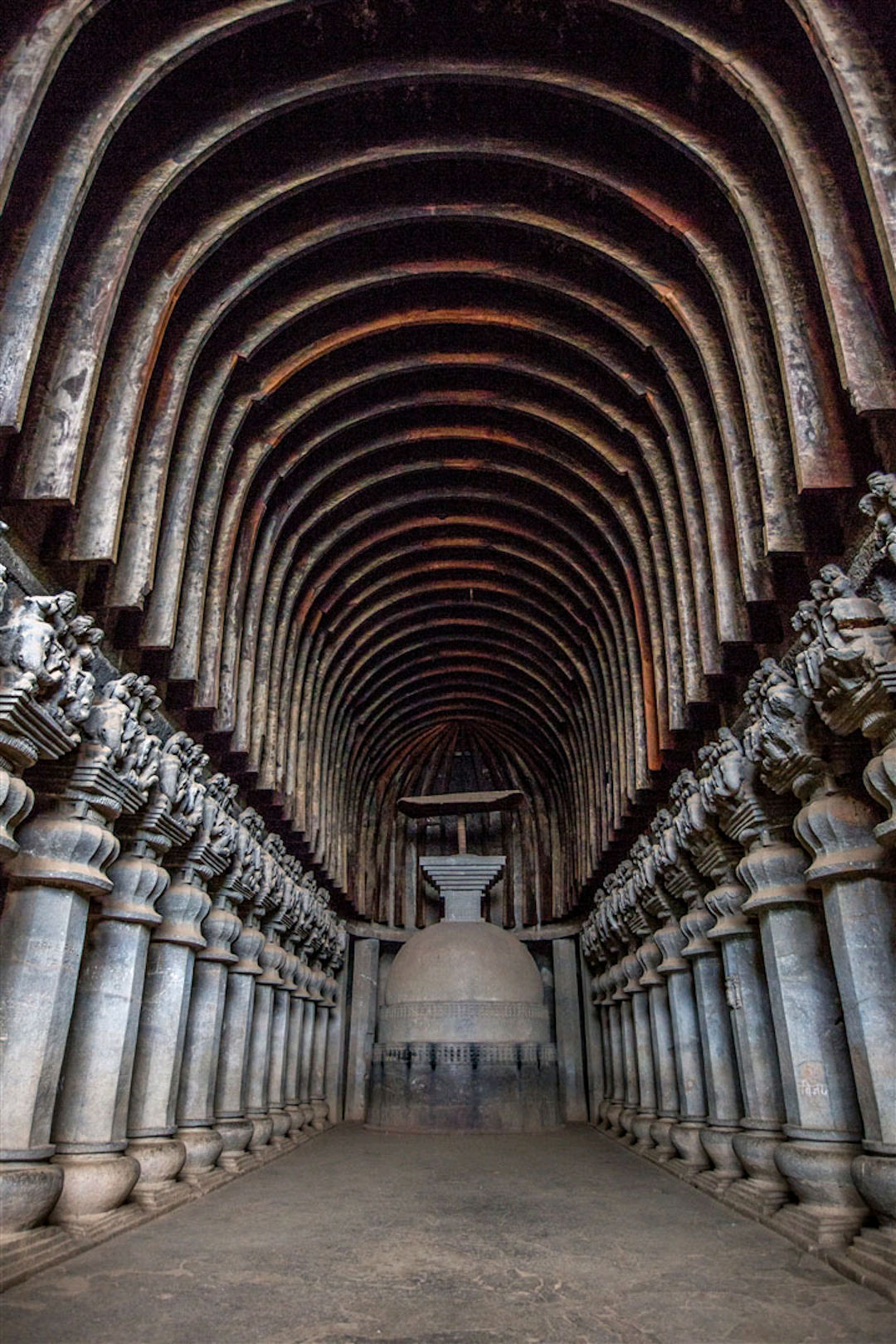
De grote chaitya in de Karlagrotten, Maharashtra

De Karla- of Karligrotten zijn uit de rotsen gehouwen grotten in Karli, 11 km van Lonavala, 35 mijl van Poona, Maharashtra, India, gewijd aan het hinayana-boeddhisme, uit 160 v.Chr.
Vier grotten zijn van belang voor de studie van Satavahana architectuur van ongeveer 100 n.Chr. Grot 1, een chaitya (heiligdom), is de grootste grot en het best bewaard.

## Grot 1
Links van de ingang is een zuil met op de top vier leeuwen, wat doet denken aan de zuil van Asoka in Sarnath. Deze zuil is mogelijk ouder dan de grot zelf. De schacht van de zuil is ingeschreven en vermeldt een maharathi, die verantwoordelijk was voor de creatie van de zuil. De maharathi's waren nauw verbonden aan de Satavahana koningen. De grootse façade maakt deze grot tot een van de mooiste monumenten van West-India. De veranda voor de façade is verdwenen, maar op de muren aan het einde zijn olifanten naast elkaar als kariatiden uitgehouwen. Hogerop zijn panelen met Boeddha in meditatie, predikend en in andere houdingen. Er zijn ook panelen met boeddha's en bodhisattva's.
Er zijn drie doorgangen met chaitya-bogen, waarvan de middelste leidt naar een hal, waar twee rijen zuilen het schip scheiden van de zijbeuken. Er zijn aan beide zijden 16 octagonale zuilen, bekroond met knielende olifanten boven de klokvormige kapitelen. Op deze zuilen zijn inscripties: van donoren uit de bloeiende stad Dhenukakata, van Yavana's en van buitenlanders uit het Westen, waarschijnlijk Ionië. De chaitya, gehouwen uit de rots, aan het eind van de hal, heeft een getrapte harmikā op de top. Op de muren van de hal zijn liefdesparen te zien.
Er is ook een inscriptie van Ushavadata, de schoonzoon van de Kshatrapa koning Nahapana, die een dorp doneerde aan de monniken, die woonden in de grotten van Valuraka, de oude naam van Karli. Een andere inscriptie gaat over een maharathi uit de tijd van Pulumavi, de beroemde Satavahana koning. Volgens een inscriptie is dit stenen huis voltooid door de bankier Bhutapala uit Vaijayanti en een andere heeft het over een reliek die een monnik uit Supara schonk.
De Chaitya-zaal is met 45 m lengte, 15 m breedte en 16 m hoogte een van de grootste tempelgrotten van India. Een 'Zonnevenster' filtert het licht naar een kleine stoepa in een smalle grot. Op de binnenzuilen staan twee knielende olifanten, met daarop twee figuren met de armen over elkaar. Het komt veel voor, in het begin van de boeddhistische tempelarchitectuur, dat houten balken in steen werden nagemaakt.

## Grot 2 en 3
Grot 2 is een geruïneerde vihara (klooster) van drie verdiepingen met cellen voor monniken en grot 3 heeft twee verdiepingen en een kleine chaitya, die volgens een inscriptie geschonken was door Harapharna, tijdens de regering van Pulumavi. Daarom wordt het gedateerd op het midden van de tweede eeuw n.Chr.

## Galerij

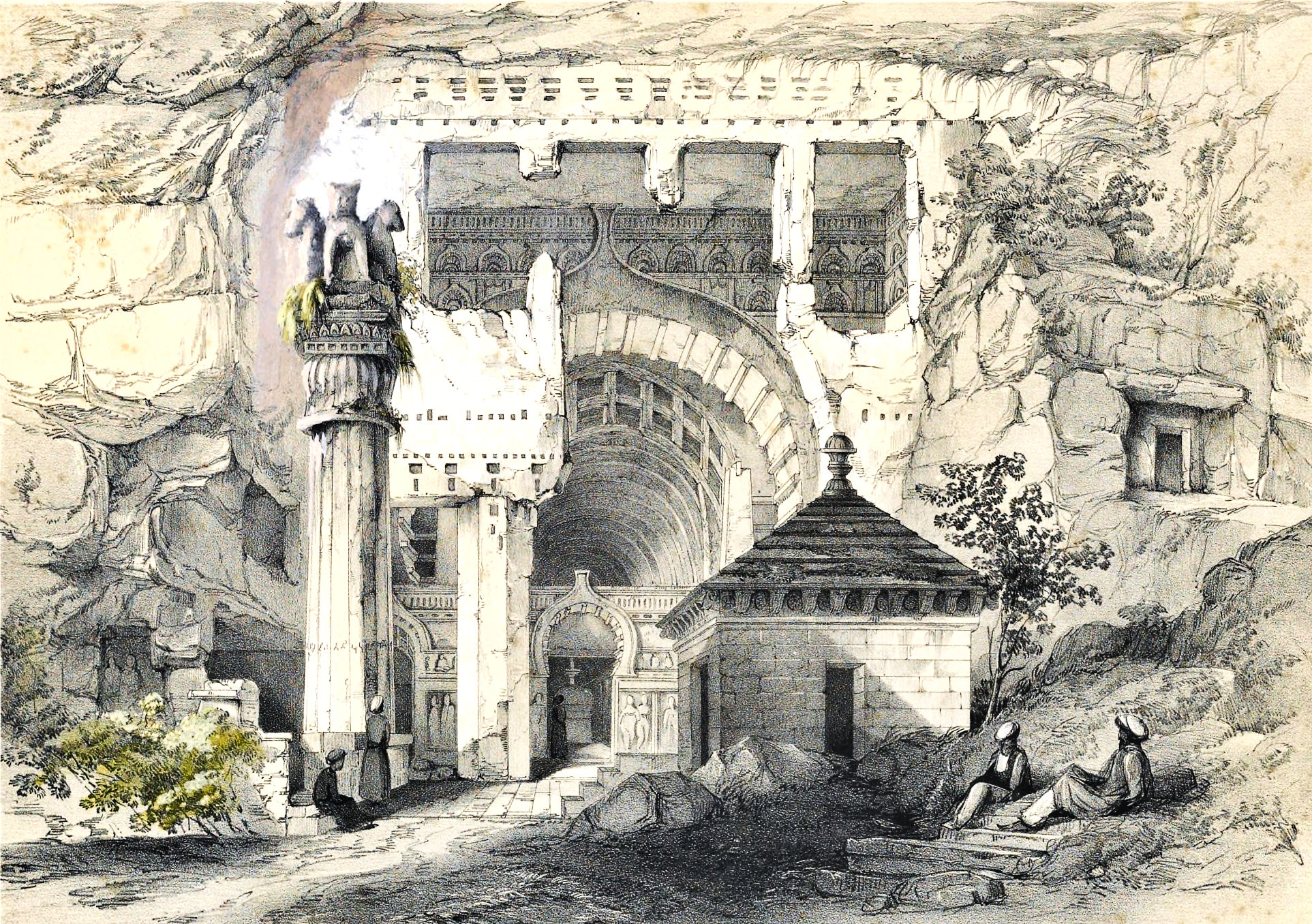
Ingang van de grote chaitya-grot in Karli, tekening
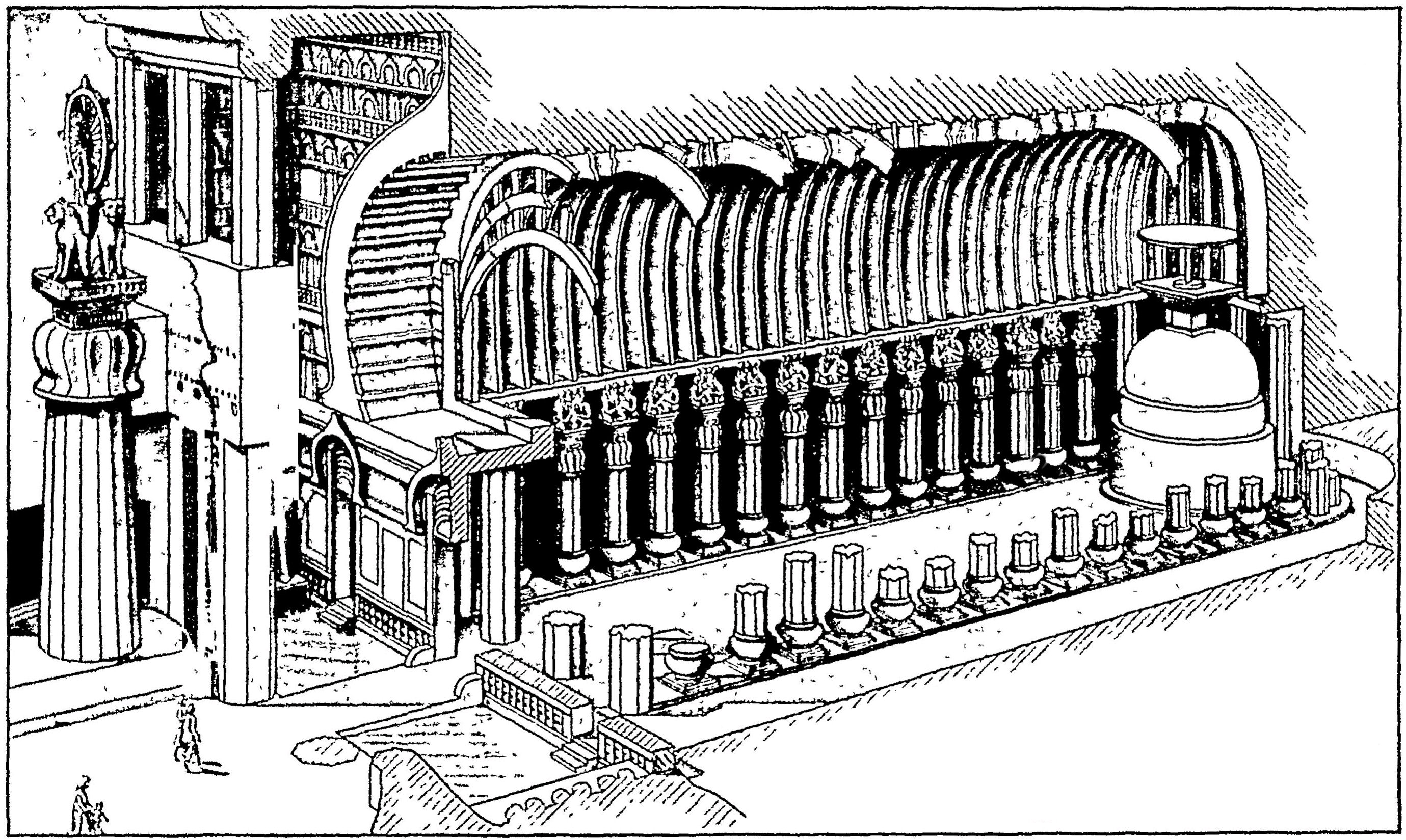
Karla-Chaitya in perspectief.
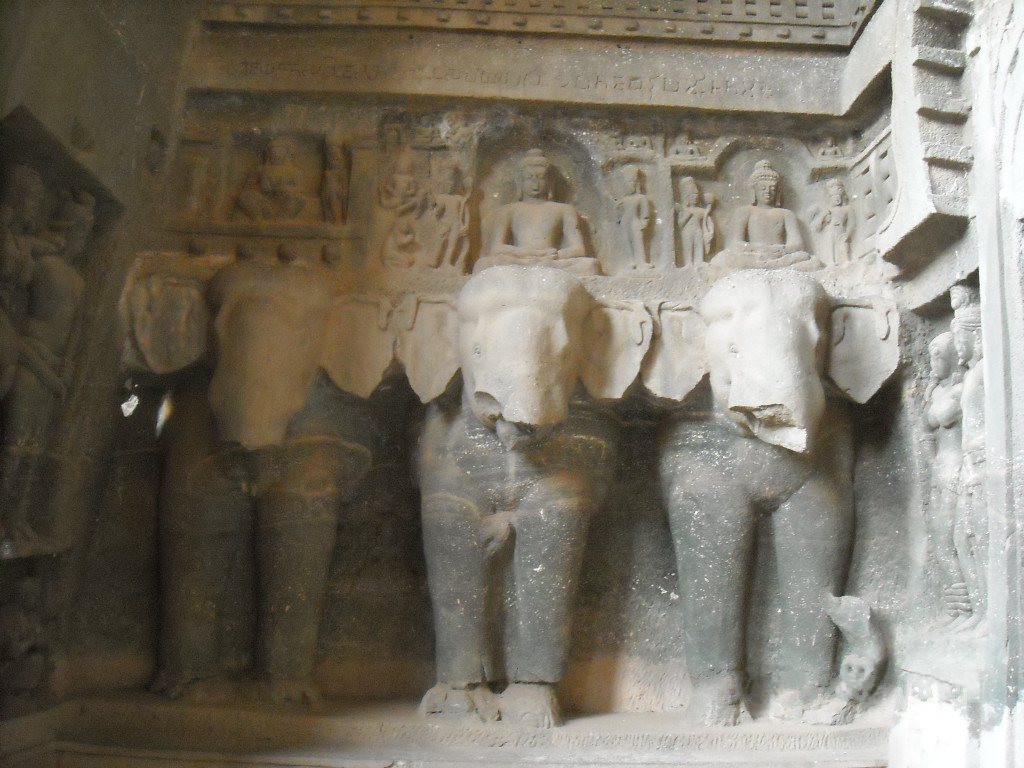
Boeddha's berijden olifanten
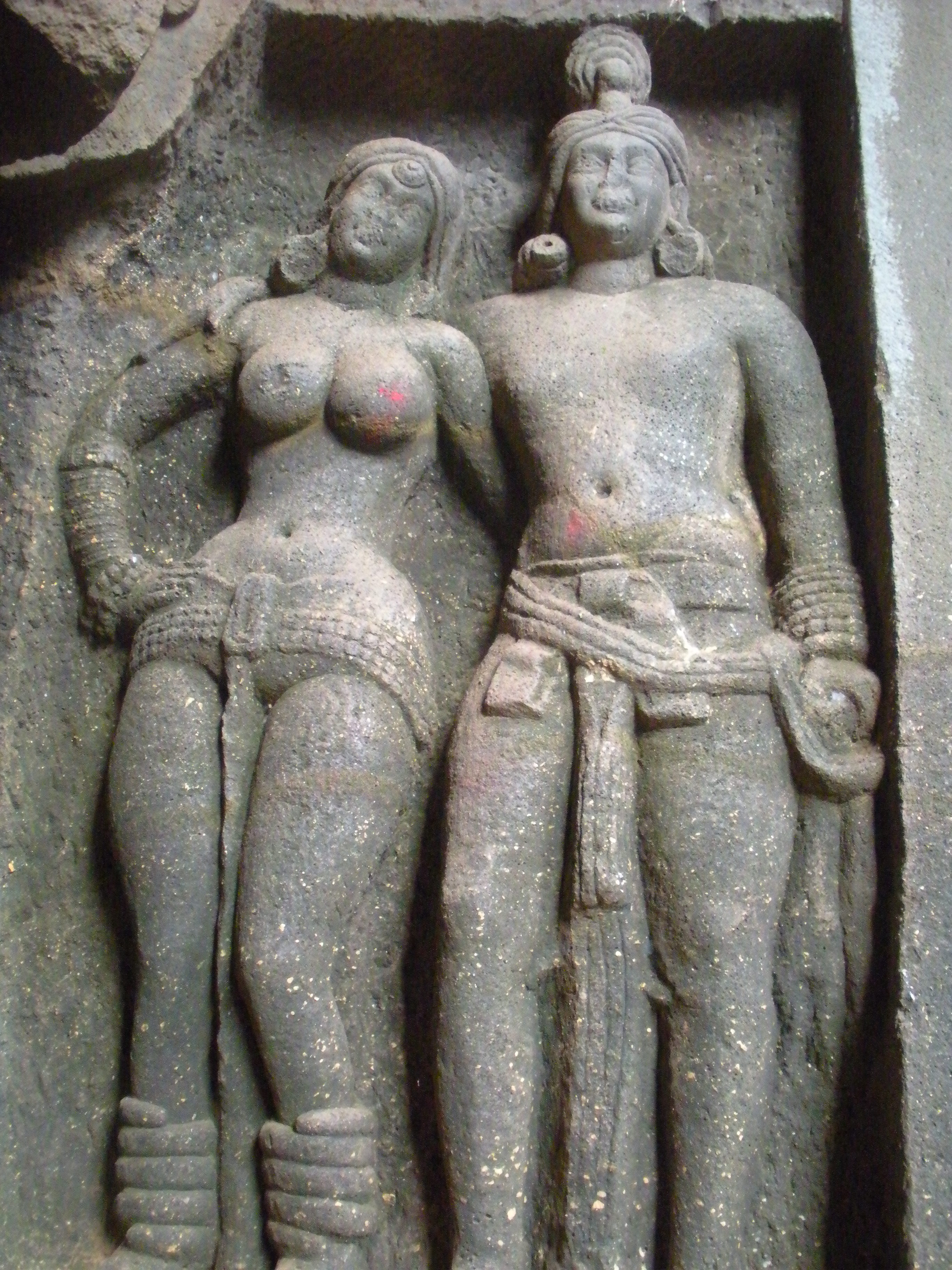
Ingang, uiterst linker paneel
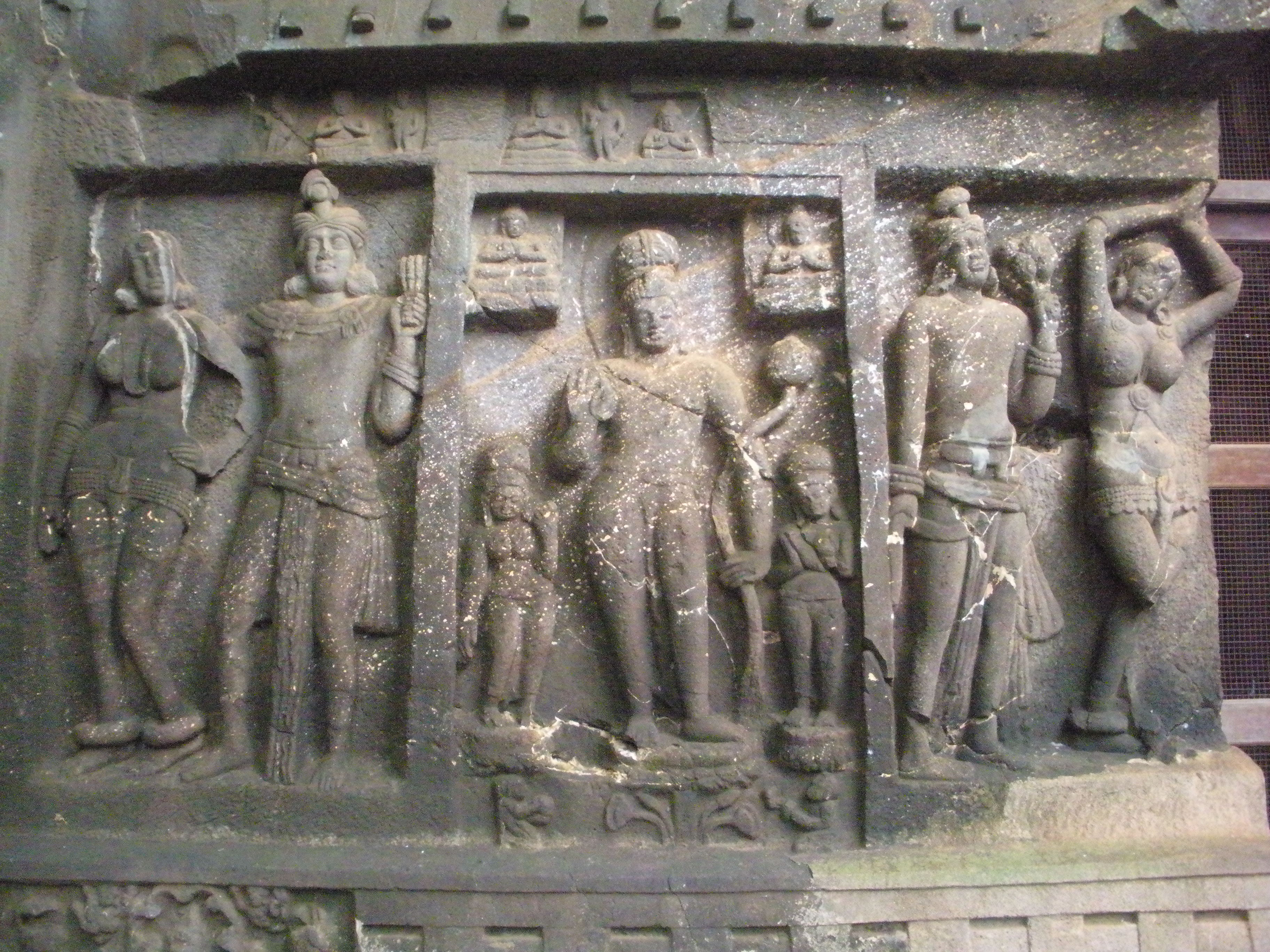
Ingang, linker paneel
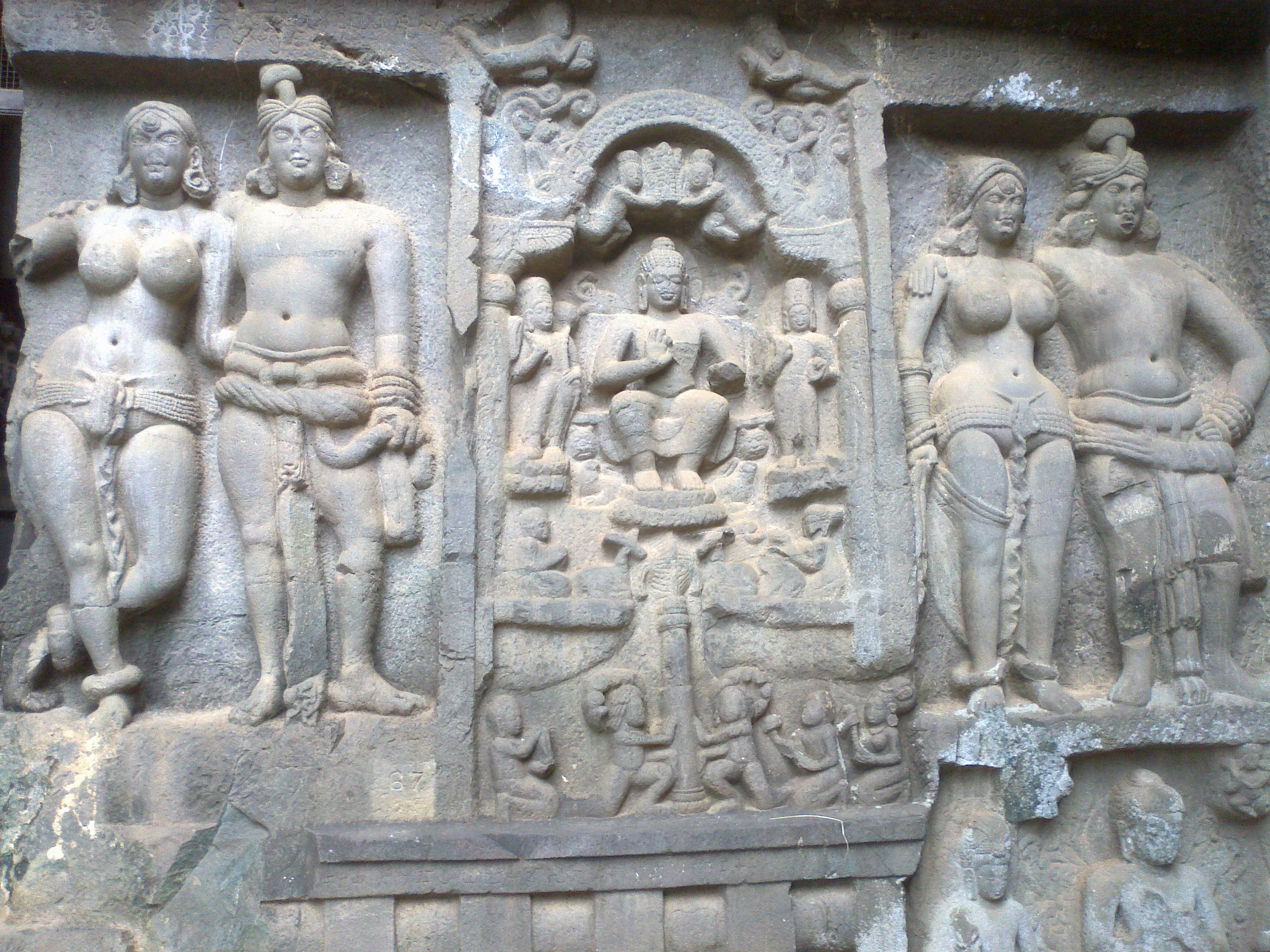
Ingang, rechter paneel
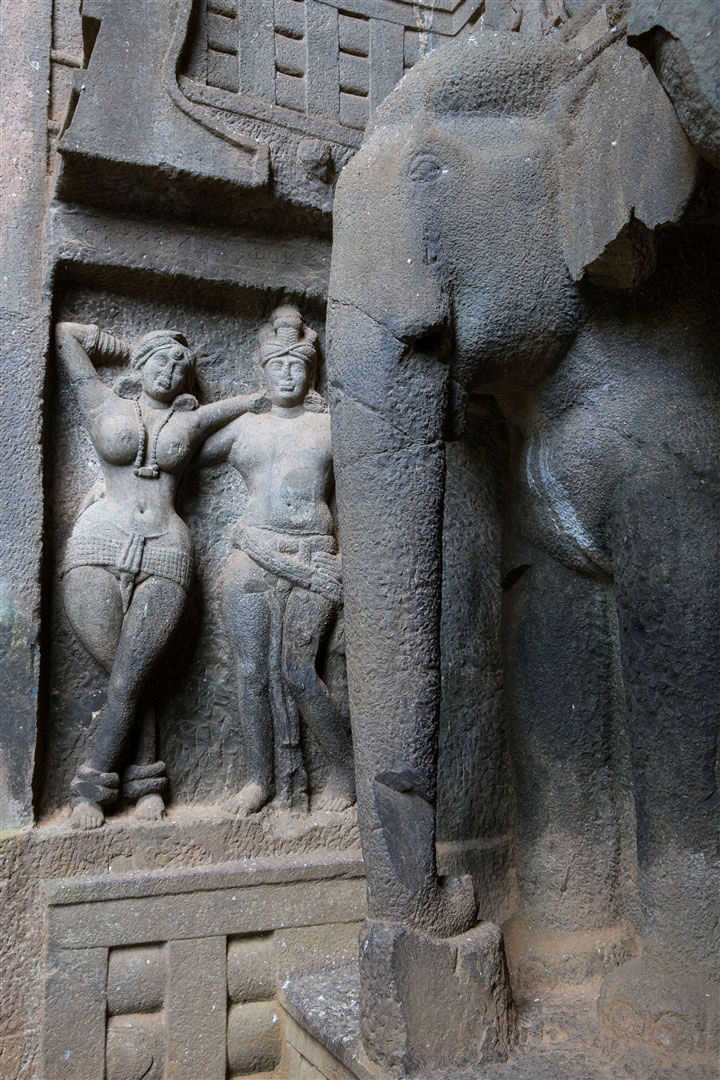
Ingang, uiterst rechter paneel
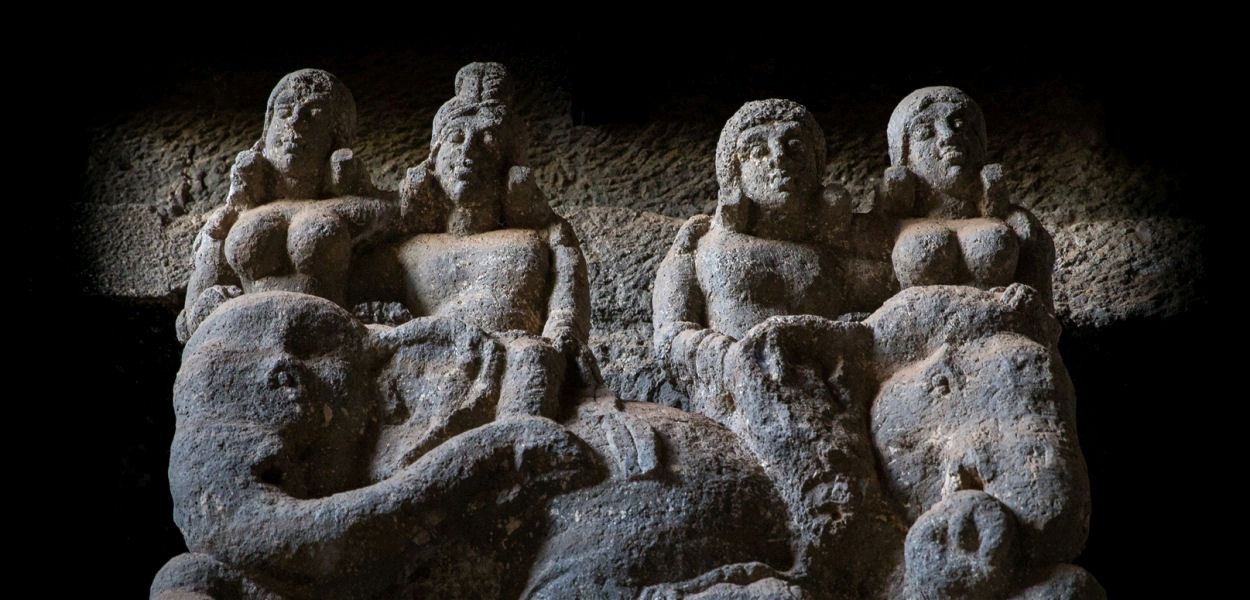
Detail op een kapiteel